# دوپرگار
دوپرگار(به انگلیسی: Circinus) یک صورت فلکی کوچک و کم‌نور در نیم‌کره جنوبی آسمانی است که نخستین بار در سال ۱۷۵۶ توسط ستاره‌شناس فرانسوی نیکولاس-لوئی دو لاکای معرفی شد و نماد پرگار یا تقسیم‌کننده‌ای است که در ناوبری و ترسیمات فنی استفاده می‌شود. دوپرگار یکی از جنوبی‌ترین صورت‌های فلکی است.
درخشان‌ترین ستاره این صورت فلکی، آلفا پرگار با قدر ظاهری ۳٫۱۹ است. این ستاره که اندکی ستاره متغیر است، روشن‌ترین ستاره سریعاً نوسان‌کننده Ap در آسمان شب به‌شمار می‌رود.
دوپرگار در حدود ۱۵ ساعت بعد راست و ۶۰ درجه جنوب در میل آسمانی قرار دارد. کهکشان دوپرگار یکی از نزدیک‌ترین کهکشان‌های سیفرت است که در فاصله حدود ۱۳ میلیون سال نوری قرار دارد.
دوپرگار هیچ ستاره‌ای روشن‌تر از قدر ۳٫۰۰ یا ستاره‌ای که در فاصله ۱۰ پارسک (۳۲٫۶ سال نوری) از زمین باشد ندارد. درخشان‌ترین و نزدیک‌ترین ستاره این صورت فلکی، آلفا پرگار است که در فاصله ۵۳٫۵۰ سال نوری از زمین قرار دارد.
دوپرگار دارای دو ستاره با سیارات فراخورشیدی شناخته‌شده است: HD 134060 (رده طیفی G0VFe+0.4) و HD 129445 (رده طیفی G6V). HD 134060 دارای دو سیاره است که هر دو در سال ۲۰۱۱ کشف شدند، و HD 129445 دارای یک سیاره مشابه مشتری است که در سال ۲۰۱۰ کشف شد. دوپرگار هیچ‌یک از اجرام مسیه را شامل نمی‌شود اما با شهاب‌بارانی به نام آلفا پرگار (Alpha Circinids) مرتبط است که اولین بار در سال ۱۹۷۷ مشاهده شد و در تاریخ ۴ ژوئن به اوج می‌رسد.
AX Circini یک متغیر دلتا قیفاووسی است که با چشم غیرمسلح قابل مشاهده است و BX Circini یک ستاره کم‌نور است که تصور می‌شود از ادغام دو کوتوله سفید به وجود آمده باشد. دو ستاره شبیه به خورشید دارای سامانه‌های سیاره‌ای هستند: HD 134060 دارای دو سیاره کوچک است و اچ‌دی ۱۲۹۴۴۵ یک مشتری مانند دارد. ابرنواختر اس‌ان ۱۸۵ در سال ۱۸۵ میلادی در صورت فلکی دوپرگار ظاهر شد و توسط ناظران چینی ثبت شد. دو نواختر دیگر نیز در قرن بیستم در این صورت فلکی مشاهده شدند.
راه شیری از این صورت فلکی عبور می‌کند و شامل اجرام برجسته‌ای مانند خوشه ستاره‌ای باز ان‌جی‌سی ۵۸۲۳ و سحابی سیاره‌نما ان‌جی‌سی ۵۳۱۵ است. دوپرگار میزبان یک کهکشان مارپیچی برجسته به نام کهکشان دوپرگار است که در سال ۱۹۷۷ کشف شد. این کهکشان نزدیک‌ترین کهکشان سیفرت به راه شیری است. شهاب‌باران آلفا پرگاری (ACI) که در سال ۱۹۷۷ کشف شد، از این صورت فلکی سرچشمه می‌گیرد.

## تاریخچه
در سال ۱۷۵۶، ستاره‌شناس فرانسوی نیکولاس-لوئی دو لاکای صورت فلکی دوپرگار را با نام فرانسوی le Compas، به معنای پرگار، معرفی کرد. این صورت فلکی در نقشه‌ای از آسمان جنوبی به‌عنوان بخشی از مجموعه ابزارهای ترسیم فنی، همراه با صورت‌های فلکی گونیا و مثلث جنوبی نشان داده شد. در این نقشه، لاکای صورت‌های فلکی گونیا، دوپرگار و مثلث جنوبی را به ترتیب به‌عنوان گونیا و خط‌کش، پرگار، و ترازوی نقشه‌برداری به تصویر کشید. نام لاتین کنونی دوپرگار در سال ۱۷۶۳ هنگامی که لاکای نقشه آسمان خود را با نام‌های لاتین به‌روزرسانی کرد، معرفی شد.

## ویژگی‌ها
دوپرگار با صورت‌های فلکی قنطورس، مگس جنوبی، مرغ بهشتی، مثلث جنوبی، گونیا و گرگ هم‌مرز است. این صورت فلکی در میل −۵۰° تا −۷۰° قرار دارد، بنابراین تنها از جنوب عرض جغرافیایی مدار ۳۰ درجه شمالی قابل مشاهده است. مرزهای رسمی این صورت فلکی، که توسط ستاره‌شناس بلژیکی اوژن ژوزف دلپورت در سال ۱۹۳۰ تعیین شد، شامل یک چندضلعی با ۱۴ بخش است. در دستگاه مختصات استوایی، مختصات بعد این مرزها بین 13h 38.4m و 15h 30.2m و مختصات میل آن‌ها بین −۵۵٫۴۳° و −۷۰٫۶۲° است. دوپرگار هر سال در ۳۰ ژوئیه ساعت ۹ شب اوج‌رسی (نجوم) دارد. اختصار سه‌حرفی پیشنهادی برای این صورت فلکی، که توسط اتحادیه بین‌المللی اخترشناسی در سال ۱۹۲۲ به تصویب رسید، "Cir" است.

## ستارگان

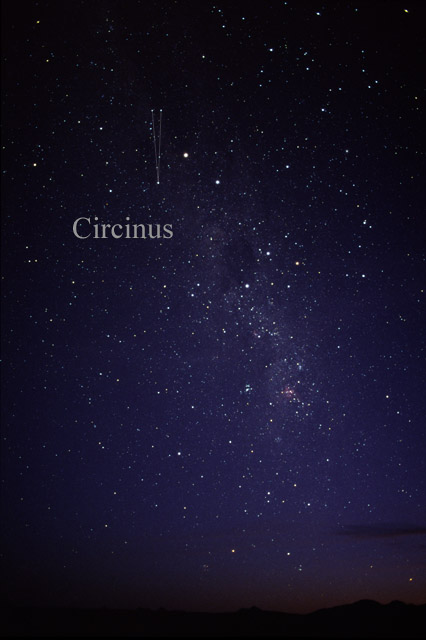
صورت فلکی دوپرگار همان‌طور که با چشم غیرمسلح دیده می‌شود.

صورت فلکی دوپرگار یک صورت فلکی کم‌نور است که تنها یک ستاره در آن روشن‌تر از قدر چهارم است. آلفا پرگار، یک ستاره سفید در رشته اصلی با قدر ظاهری ۳٫۱۹، در فاصله ۵۴ سال نوری و ۴ درجه جنوب آلفا قنطورس قرار دارد. این ستاره، علاوه بر روشن‌ترین ستاره این صورت فلکی، روشن‌ترین نمونه از یک ستاره سریعاً نوسان‌کننده Ap در آسمان شب است. این ستاره دارای رده A7 Vp SrCrEu است و افزایش انتشار استرانسیم، کروم و یوروپیم را نشان می‌دهد. این نوع ستارگان دارای میدان مغناطیسی غیرمعمول و متمرکز هستند و اندکی ستاره متغیر محسوب می‌شوند.
آلفا پرگار یک ستاره دوتایی است که یک ستاره رشته اصلی نوع کا با رده طیفی K5 و قدر ۸٫۵ دارد. این دو ستاره با جدایی ۵٫۷ دقیقه و ثانیه قوسی تنها با تلسکوپ قابل تشخیص هستند. فاصله این دو ستاره از یکدیگر ۲۶۰ واحد نجومی است و هر ۲۶۰۰ سال به دور مرکز جرم مشترک خود می‌چرخند.
دومین ستاره درخشان این صورت فلکی، بتا پرگار است؛ یک ستاره سفید در رشته اصلی با رده طیفی A3Va و قدر ۴٫۰۷ که در فاصله حدود ۱۰۰ سال نوری قرار دارد. قطر این ستاره حدود ۱٫۸ برابر خورشید است.
گاما پرگار یک ستاره دوتایی در فاصله ۴۵۰ سال نوری است. اجزای این ستاره با جدایی تنها ۰٫۸ ثانیه قوسی به یک تلسکوپ ۱۵۰ میلی‌متری نیاز دارند تا دیده شوند. مؤلفه درخشان‌تر، یک ستاره Be آبی‌رنگ با رده طیفی B5IV+ و قدر ۴٫۵۱ است. مؤلفه کم‌نورتر، یک ستاره نوع جی رشته اصلی با قدر ۵٫۵ است.
دلتا پرگار نیز یک ستاره چندگانه است که مؤلفه‌های آن دارای قدرهای ۵٫۱ و ۱۳٫۴ هستند و هر ۳٫۹ روز به دور مرکز جرم مشترک خود می‌چرخند. مؤلفه درخشان‌تر یک ستاره دوتایی نزدیک است (به‌ویژه یک متغیر چرخشی بیضی‌گون)، که کاهشی اندک در قدر (۰٫۱) دارد. هر دو مؤلفه ستاره‌ای داغ از نوع ستاره نوع O رشته اصلی با رده طیفی O7III-V و O9.5V هستند و به‌ترتیب حدود ۲۲ و ۱۲ برابر جرم خورشید را دارند. این سامانه که در فاصله بیش از ۳۶۰۰ سال نوری قرار دارد، اگر در فاصله ۳۲ سال نوری (۱۰ پارسک) بود، با قدر −۴٫۸ از زهره نیز درخشان‌تر دیده می‌شد. دو مؤلفه اصلی با جدایی ۵۰ ثانیه قوسی از یکدیگر، برای افراد با دید خوب با چشم غیرمسلح قابل تشخیص هستند و با تلسکوپ به‌راحتی دیده می‌شوند.
اتا پرگار یک غول زرد با رده طیفی G8III و قدر ۵٫۱۷ است که در فاصله حدود ۲۷۶ سال نوری قرار دارد. زتا پرگار نیز یک ستاره آبی-سفید در رشته اصلی با رده طیفی B3V و قدر ۶٫۰۹ است که در فاصله حدود ۱۲۷۳ سال نوری قرار دارد.
در صورت فلکی دوپرگار، ۴۹۳ ستاره متغیر ثبت شده است، اما بیشتر آن‌ها دارای دامنه تغییرات بسیار کوچک یا کم‌نور هستند. سه نمونه برجسته عبارتند از تتا پرگار، T پرگار و AX پرگار.
تتا پرگار یک ستاره متغیر نامنظم از رده طیفی B است که قدر آن بین ۵٫۰ تا ۵٫۴ تغییر می‌کند. T پرگار دارای طیف نوع B است و قدر آن بین ۱۰٫۶ تا ۹٫۳ با دوره ۳٫۲۹۸ روز تغییر می‌کند، اگرچه این ستاره در واقع یک سامانه دوتایی گرفتی است و نه یک ستاره تپنده.
AX پرگار یک متغیر دلتا قیفاووسی است که قدر آن بین ۵٫۶ و ۶٫۱۹ با دوره ۵٫۳ روز تغییر می‌کند. این ستاره یک ابرغول زرد-سفید با رده طیفی F8II+ است که در فاصله ۱۶۰۰ سال نوری قرار دارد.
BP پرگار یکی دیگر از متغیر دلتا قیفاووسی است که قدر ظاهری آن بین ۷٫۳۷ و ۷٫۷۱ با دوره ۲٫۴ روز تغییر می‌کند. هر دو متغیر قیفاووسی سامانه‌های دوتایی طیفی هستند که همراهان آن‌ها ستارگانی آبی-سفید با رده‌های طیفی B6 و جرمی به ترتیب ۵ و ۴٫۷ برابر جرم خورشید هستند.
BX پرگار یک ستاره کم‌نور است که بین قدرهای ۱۲٫۵۷ و ۱۲٫۶۲ در دوره‌ای ۲ ساعت و ۳۳ دقیقه تغییر می‌کند. بیش از ۹۹٪ ترکیب آن شامل هلیوم است. منشأ آن مشخص نیست، اما تصور می‌شود نتیجه ادغام یک کوتوله سفید هلیومی با یک کوتوله سفید کربنی/اکسیژنی باشد.
چندین ستاره با سامانه‌های سیاره‌ای در محدوده صورت فلکی دوپرگار قرار دارند، اگرچه هیچ‌یک از ستاره‌های میزبان به‌طور خاص برجسته نیستند. HD 134060 یک ستاره کوتوله زرد شبیه به خورشید با رده طیفی G0VFe+0.4 و قدر ۶٫۲۹ است که در فاصله حدود ۷۹ سال نوری قرار دارد. دو سیاره این ستاره در سال ۲۰۱۱ از طریق طیف‌سنجی داپلر کشف شدند: سیاره کوچک‌تر، HD 134060 b، جرمی معادل ۰٫۰۳۵۱ جرم مشتریایی دارد و هر ۳٫۲۷ روز در فاصله ۰٫۰۴۴۴ واحد نجومی به دور ستاره می‌چرخد. سیاره بزرگ‌تر، HD 134060 c، با جرمی معادل ۰٫۱۵ MJ در فاصله دورتری (۲٫۲۲۶ واحد نجومی) با دوره‌ای حدود ۱۱۶۱ روز می‌چرخد.
ستاره دیگری با قدر ۸٫۸، اچ‌دی ۱۲۹۴۴۵، در فاصله ۲۲۰ سال نوری قرار دارد و ۹۹٪ جرم خورشید و رده طیفی مشابه G8V دارد. سیاره HD 129445 b، یک مشتری (سیاره)-مانند (۱٫۶ MJ) که در سال ۲۰۱۰ با روش سرعت شعاعی کشف شد، این ستاره را در فاصله ۲٫۹ واحد نجومی با دوره‌ای حدود ۱۸۴۰ روز می‌چرخد.
از آنجا که این صورت فلکی با صفحه راه شیری تلاقی دارد، بسیاری از ستارگان پرجرم در این صورت فلکی قرار دارند، از جمله GKF2010 MN18 (یا MN18)، یک ابرغول آبی واقع در یک سحابی دوقطبی، و ۹ ستاره ولف–رایه، که برای چنین صورت فلکی کوچکی تعداد بسیار زیادی است.

## اجرام اعماق آسمان

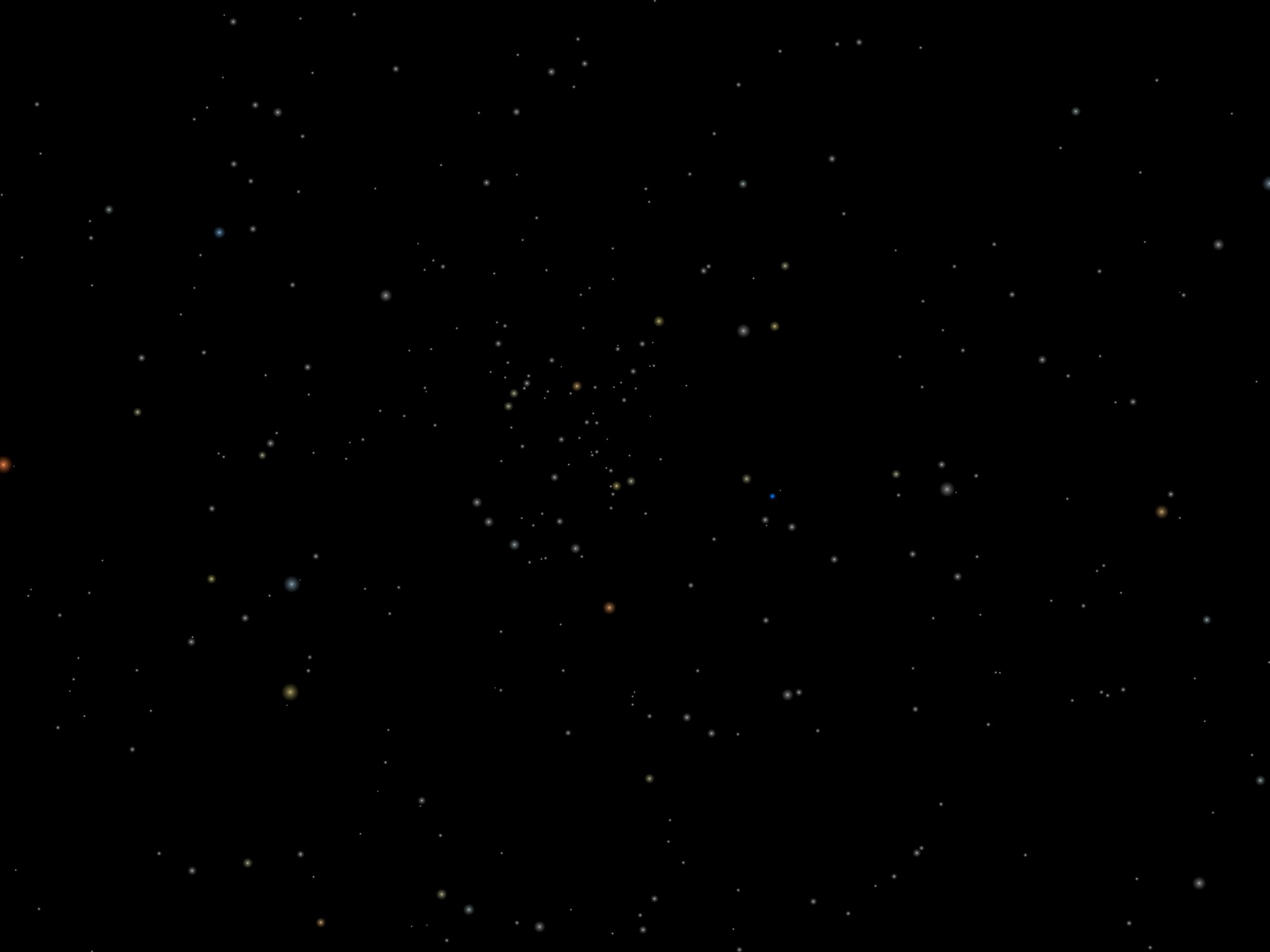
تصویری نجومی از ان‌جی‌سی ۵۸۲۳ که شکل "S" معکوس آن را نشان می‌دهد

سه خوشه ستاره‌ای باز و یک سحابی سیاره‌نما در محدوده صورت فلکی دوپرگار یافت می‌شوند که همگی با تلسکوپ‌های آماتوری قابل مشاهده هستند. ان‌جی‌سی ۵۸۲۳، که همچنین به عنوان فهرست اجرام کالدول ۸۸ شناخته می‌شود، یک خوشه باز ۸۰۰ میلیون‌ساله است که در فاصله ۳۵۰۰ سال نوری قرار دارد و منطقه‌ای به وسعت ۱۲ سال نوری را در امتداد مرز شمالی این صورت فلکی می‌پوشاند.
با وجود داشتن قدر یکپارچه ۷٫۹، این خوشه با استفاده از روش پرش ستاره‌ای از بتا پرگار یا آلفا قنطورس قابل مشاهده است. این خوشه شامل ۸۰ تا ۱۰۰ ستاره با قدر ۱۰ و کم‌نورتر است که در قطری به اندازه ۱۰ ثانیه قوسی پراکنده شده‌اند. ستارگان روشن‌تر اما اعضای واقعی خوشه نیستند، زیرا به زمین نزدیک‌تر از ستارگان کم‌نورتر هستند.
ان‌جی‌سی ۵۸۲۳ برای ناظر به‌طور متمایزی دیده می‌شود و گاهی به‌عنوان "S" معکوس توصیف شده است، همان‌طور که جان هرشل بیان کرده است. با این حال، این خوشه همچنین به‌عنوان «شکل لاله‌ای» و «جعبه‌ای» توصیف شده است. این خوشه ممکن است با خوشه مشابه ان‌جی‌سی ۵۸۲۲ که در گرگ قرار دارد اشتباه گرفته شود.
در مقایسه، خوشه باز NGC 5715 کم‌نورتر است (قدر یکپارچه ۹٫۸) و ستاره درخشان‌ترین آن تنها قدر ۱۱ دارد و اندازه آن نیز کوچک‌تر (۷٫۰ دقیقه قوسی) است و تنها شامل ۳۰ ستاره است. سومین خوشه باز، Pismis 20، شامل ۱۲ ستاره در قطری به اندازه ۴٫۵ ثانیه قوسی است اما قدر آن مشابه NGC 5823 (۷٫۸) است. این خوشه که در فاصله ۸۲۷۰ سال نوری قرار دارد، نیازمند تلسکوپ آماتوری با دهانه بالای ۳۰۰ میلی‌متر برای مشاهده واضح است.

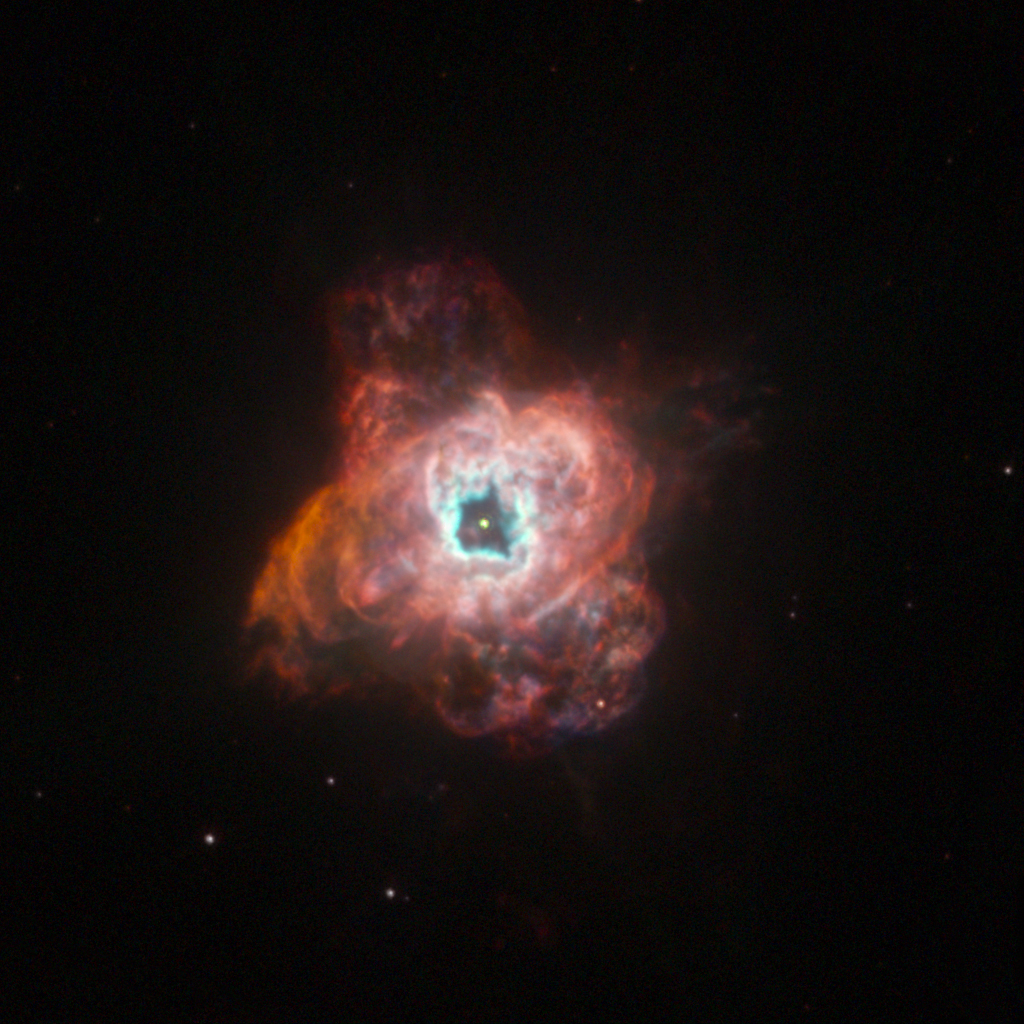
نمای تلسکوپ فضایی هابل از ان‌جی‌سی ۵۳۱۵ که ساختار پیچیده و ستاره مرکزی آن را نشان می‌دهد

سحابی سیاره‌نما ان‌جی‌سی ۵۳۱۵ با قدر ۹٫۸، ستاره‌ای مرکزی با قدر ۱۴٫۲ دارد و در فاصله ۵٫۲ درجه غرب-جنوب‌غرب آلفا پرگار واقع شده است. این سحابی تنها در بزرگنمایی‌های بالای ۲۰۰ به‌صورت یک قرص قابل مشاهده است. Bernes 145 یک سحابی تاریک و سحابی بازتابی است که برای اولین بار در کاتالوگ Bernes در سال ۱۹۷۱ فهرست شده است. بخش سحابی تاریک در یک تلسکوپ آماتوری بزرگ به‌راحتی قابل مشاهده است و ابعادی برابر با ۱۲ در ۵ دقیقه قوسی دارد. بخش سحابی بازتابی کوچک‌تر نیاز به ابزار بزرگ‌تر و استفاده از دید جانبی دارد.
صورت فلکی دوپرگار همچنین میزبان کهکشان ESO 97-G13 است که به‌طور عمومی به نام کهکشان دوپرگار شناخته می‌شود. این کهکشان در سال ۱۹۷۷ کشف شد. این کهکشان با قدر ۱۰٫۶ نسبتاً روشن است که برای کهکشان‌های واقع در صورت فلکی نزدیک به راه شیری غیرمعمول است، زیرا نور کم‌رنگ آن‌ها معمولاً توسط گاز و غبار محو می‌شود. این کهکشان مارپیچی کشیده که ابعاد آن ۶٫۹ در ۳٫۰ دقیقه قوسی و قطر آن ۲۶٬۰۰۰ سال نوری است، در فاصله ۱۳ میلیون سال نوری از زمین قرار دارد و ۴ درجه از صفحه کهکشان منحرف شده است. این کهکشان نزدیک‌ترین کهکشان سیفرت به راه شیری است و به همین دلیل میزبان یک هسته کهکشانی فعال است.

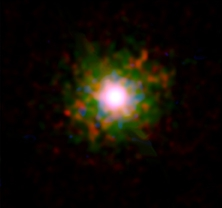
تصویر رنگ کاذب رصدخانه پرتو ایکس چاندرا از Circinus X-1 و فواره قطبی آن

Circinus X-1 یک سامانه دوتایی پرتو ایکس است که شامل یک ستاره نوترونی می‌شود. مشاهدات Circinus X-1 در ژوئیه ۲۰۰۷ نشان داد که فواره‌های پرتو ایکس در این سامانه وجود دارد که معمولاً در سیاه‌چاله‌ها یافت می‌شوند.
در فاصله ۱۹٬۰۰۰ سال نوری، تپ‌اختر پی‌اس‌آر بی۱۵۰۹–۵۸ که با نام تپ‌اختر دوپرگار نیز شناخته می‌شود، فواره‌ای به طول ۲۰ سال نوری از قطب جنوبی خود بیرون داده است که به‌وضوح در طیف پرتو ایکس دیده می‌شود. یکی دیگر از بازمانده‌های ابرنواختری در دوپرگار، بازمانده اس‌ان ۱۸۵ است. این ابرنواختر که توسط ناظران چینی در سال ۱۸۵ میلادی ثبت شد، حدود هشت ماه در آسمان شب قابل مشاهده بود. بقایای آن که به‌نام RCW 86 شناخته می‌شود، مساحتی بزرگ‌تر از یک ماه کامل معمولی را می‌پوشاند.
یک ستاره کوتوله سفید در یک سامانه دوتایی نزدیک می‌تواند مواد را از همراه خود جذب کند تا زمانی که واکنش‌های گرماهسته‌ای در آن رخ داده و به شکل یک نواختر منفجر شود. این ستارگان معمولاً بین ۷ تا ۱۶ قدر روشن‌تر می‌شوند. نواختر Circini 1926، که با نام X Circini نیز شناخته می‌شود، در ۳ سپتامبر ۱۹۲۶ با قدر ۶٫۵ مشاهده شد، سپس در سال ۱۹۲۸ بین قدرهای ۱۱٫۷ و ۱۲٫۵ و در سال ۱۹۲۹ به قدر ۱۳ کاهش یافت. نواختر Circini 1995 (BY Circini) در ژانویه ۱۹۹۵ به حداکثر قدر ظاهری ۷٫۲ رسید.
BW Circini یک سامانه دوتایی پرتو ایکس با جرمی کم است که شامل یک سیاه‌چاله با جرمی حدود ۸ برابر جرم خورشید و یک ستاره زیرغول زرد با رده طیفی G0III-G5III است. فوران‌های پرتو ایکس در این سامانه در سال‌های ۱۹۸۷، ۱۹۹۷ و احتمالاً ۱۹۷۱–۷۲ ثبت شده است.

## بارش‌های شهابی
صورت فلکی دوپرگار نقطه تابش یک بارش شهابی سالانه به نام شهاب‌باران آلفا پرگار (ACI) است. این بارش شهابی اولین بار در سال ۱۹۷۷ در کوئینزلند مشاهده شد. شهاب‌های این بارش سرعتی متوسط ۲۷٫۱ کیلومتر بر ثانیه دارند و تصور می‌شود که به یک دنباله‌دار مرتبط باشند.
در سال ۲۰۱۱، پیتر جنینسکینز پیشنهاد کرد که ردپای دنباله‌دار C/1969 T1 ممکن است با مدار زمین تلاقی کند و انفجاری شهابی ایجاد کند که از نقطه تابشی نزدیک به بتا پرگار سرچشمه می‌گیرد. بارش شهابی ACI در ۴ ژوئن، همان روزی که برای اولین بار مشاهده شد، به اوج می‌رسد.